# Подарок одинокой женщине
«Подарок одинокой женщине» (латыш. Dāvana vientuļai sievietei) — советский художественный фильм, 1973 года, комедия.

## Сюжет
Банда автоугонщиков из достоверного источника узнаёт, что живущей на дальнем хуторе немолодой хозяйке Кнёпиене брат подарил «Волгу». Двое из них — Кронис и Спульгис, под видом ветеринаров, проникают на хутор и пытаются украсть новенький автомобиль. На удивление, старушка ведёт себя настороженно, и злоумышленникам сложно скрыться от её постоянного присутствия.
В нелёгком деле поимки чужого имущества, им составляют конкуренцию: мелкий мошенник Зеро и парочка предприимчивых соседей Сиетиньшей.
После череды приключений они идут в финскую баню, рассчитывая, что для пожилой дамы такая процедура может закончиться временной потерей трудоспособности. Но парилку едва перенесли сами воры; а старая хозяйка оказалась переодетым лейтенантом милиции Гитой, задумавшей и осуществившей хитроумный план по поимке преступников.

## В ролях
- Вия Артмане — Кнёпиене / Гита
- Леонс Криванс — Спульгис
- Эгонс Майсакс — Кронис
- Хелена Романова — Лора
- Харий Лиепиньш — Зеро
- Эдуард Павулс — Сиетиньш
- Велта Скрустене — жена Сиетиньша
- Гунарс Плаценс — страховой агент
- Артур Димитерс — начальник милиции
- Улдис Лиелдиджс — официальное лицо